# Артист, Джейкоб
Джейкоб Артист (англ. Jacob Artist, род. 17 октября 1992 года в Буффало, Нью-Йорк, США) — американский актёр, певец и танцор, наиболее известный по ролям Джейка Пакермана в сериале «Хор» (2012—2015) и Брэндона Флетчера в сериале «Куантико» (2015—2016).

## Фильмография
| Год       |     | Русское название                       | Оригинальное название                | Роль            |
| --------- | --- | -------------------------------------- | ------------------------------------ | --------------- |
| 2011      | с   | Эпические приключения Бакета и Скинера | Bucket and Skinner's Epic Adventures | Джимми          |
| 2012      | с   | Как зажигать                           | How to Rock                          | Дин Холлис      |
| 2012      | ф   | Голубая лагуна                         | Blue Lagoon: The Awakening           | Стивен Салливан |
| 2012      | с   | Мелисса и Джоуи                        | Melissa & Joey                       | Кэмерон         |
| 2012—2015 | с   | Хор                                    | Glee                                 | Джейк Пакерман  |
| 2013      | ф   | Философы. Урок выживания               | After the Dark                       | Паркер          |
| 2014      | ф   | Белая птица в метели                   | White Bird in a Blizzard             | Оливер          |
| 2015—2016 | с   | Куантико                               | Quantico                             | Брэндон Флетчер |
| 2015      | кор | Здесь и сейчас                         | Here Now                             | Ковбой          |
| 2016      | с   | Американская история ужасов: Роанок    | American Horror Story: Roanoke       | Тодд Коннорс    |
| 2017      | ф   | Я заберу твои деньги                   | Blood Money                          | Джефф           |
| 2018      | с   | По расчету                             | The Arrangement                      | Уэс Блэйкер     |
| 2018      | ф   | Разрушитель вечеринки                  | Haunting on Fraternity Row           | Джейсон         |
| 2019      | с   | А теперь — апокалипсис                 | Now Apocalypse                       | Айзек           |
| 2020      | ф   | Вечеринка                              | The Get Together                     | Дэмиен          |